# Saltfleetby St Peter
Saltfleetby St Peter är en by i civil parish Saltfleetby, i distriktet East Lindsey, i grevskapet Lincolnshire, i England. Byn är belägen 10 km från Louth. Saltfleetby St Peter var en civil parish fram till 1999 när blev den en del av Saltfleetby. Civil parish hade 262 invånare år 1961.